# Carlo Maria Martini
Carlo Maria Martini, född 15 februari 1927 i Turin, Piemonte, död 31 augusti 2012 i Gallarate, Lombardiet, var en italiensk kardinal inom Katolska kyrkan. Han var ärkebiskop av Milano mellan 1979 och 2002.

## Studier och prästvigning
Carlo Maria Martini är son till Leonardo Martini och Olga Maggia. 1944, vid 17 års ålder, anslöt han sig till Societas Iesu och kom att studera i Milano. Martini prästvigdes den 13 juli 1952 av kardinal Maurilio Fossati, ärkebiskop av Turin. 
Därefter bedrev Martini fördjupade studier i filosofi i Gallarate och i teologi i Chieri. 1958 avlade han doktorsexamen i teologi vid Gregoriana i Rom med avhandlingen Il problema storico della Risurrezione negli studi recenti, som är en undersökning av berättelserna om Jesu uppståndelse. Efter att ha undervisat i Chieri under några år återvände Martini till Rom och avlade så småningen en andra doktorsexamen, denna gång vid Påvliga bibelinstitutet. I Il problema della recensionalità del Codice B alla luce del Papiro Bodmer XIV från 1966 analyserar han några bibelhandskrifter och dessas relation till Lukasevangeliet.

## Kyrklig karriär
Som präst verkade Martini i Rom och dess omgivningar. Han tjänade som själasörjare bland fängslade ungdomsbrottslingar i bland annat Casal del Marmo, Nisidia och Poggioreale. Han bedrev också ett nära samarbete med kommuniteten Sant'Egidio i Rom. Under 1970-talet innehade han flera höga poster vid Gregoriana-universitetet och publicerade en rad arbeten inom ämnet bibelvetenskap. Därtill har Martini utgivit flera böcker med andliga övningar i ignatiansk anda.
Påve Johannes Paulus II utnämnde den 29 december 1979 Martini till ärkebiskop av Milano. Martini mottog biskopsvigningen av påven i Peterskyrkan den 6 januari 1980; påven assisterades av ärkebiskop Eduardo Martínez Somalo och biskop Ferdinando Maggioni.
Vid konsistoriet den 2 februari 1983 utsåg Johannes Paulus II Martini till kardinalpräst med Santa Cecilia som titelkyrka. Mellan 1987 och 1993 var han ordförande för den europeiska biskopskonferensen.
2002, vid fyllda 75 år, gick Martini i pension och lade ned ärkebiskopsstaven i Milano. Han efterträddes av Dionigi Tettamanzi. Martini deltog i konklaven som den 19 april 2005 valde kardinal Ratzinger till ny påve. Progressiva krafter inom Katolska kyrkan hade under många hoppats att Martini skulle efterträda Johannes Paulus II på påvestolen, och italiensk press spekulerade - med en syftning på kardinalers respektive påvars kläder - i huruvida Martini Rosso skulle omvandlas till Martini Bianco. När Johannes Paulus II avled i början av april 2005 ansågs Martini utsikter att bli vald som efterträdare tämligen små. Martini hade gjort sig känd som relativt liberal, och nämndes ofta som de liberala katolska krafternas hopp. Att Martini drabbats av Parkinsons sjukdom minskade kraftigt dennes chanser att bli vald som påve. Den italienska dagstidningen La Stampa rapporterade dock att kardinal Martini fått 40 röster mot kardinal Ratzingers 38 i omröstningens första omgång den 18 april, något som motsägs av en dagboksanteckning från en anonym kardinal, enligt vilken Martini endast skulle ha erhållit 9 röster.

## Teologiska ståndpunkter
Kardinal Martinis liberala åsikter i teologiska frågor har gjort honom populär, men även renderat honom en del kritik. Emellanåt har han gjort kontroversiella uttalanden, och därmed fått stor uppmärksamhet i media.
I april 2006 fick Martini av Ignazio Marino, bioetiker vid Thomas Jefferson University Hospital i Philadelphia, frågan om huruvida kondomanvändning kunde tillåtas i någon situation. Martini svarade, att det i vissa situationer kan vara påkallat att använda kondom. Som exempel gav han om en av makarna i ett äktenskap lider av HIV eller AIDS. Martini påpekade dock att Kyrkan inte officiellt kan stödja användningen av preventivmedel, men att kondom moralteologiskt sett är att betrakta som "ett mindre ont" i denna specifika situation.
I mars 2007 kritiserade kardinal Martini offentligt de kyrkliga myndigheterna och menade att dessa med alla medel försöker påverka katolska politiker i konservativ riktning. Martini hävdade, att Kyrkan måste lyssna till andra ståndpunkter och gå in i en ömsesidig dialog. Martini har även kritiserat Kyrkans organisation och menat att den är alltför centraliserad.
Kardinal Martini har under sin karriär alltid sökt underhålla ett offentligt samtal rörande preventivmedel, sexualitet och kvinnans roll inom Kyrkan. Han har även manat Kyrkan att på ett mer kraftfullt sätt bekämpa bland annat sociala orättvisor och rasism.